# Михальский, Аркадиуш
Аркадиуш Михальский (пол. Arkadiusz Michalski; род. 7 января 1990 года, Польша) — польский тяжелоатлет, выступающий в весовой категории до 105 кг. Призёр чемпионата мира 2018 года. Чемпион Европы 2018. Многократный призёр чемпионатов Европы. Участник летних Олимпийских игр в Рио-де-Жанейро.

## Карьера
В начале ноября 2018 года, на чемпионате мира в Ашхабаде польский спортсмен в весовой категории до 109 кг завоевал бронзовую медаль мирового первенства, сумев взять общий вес 403 кг. Выполняя упражнение толчок Аркадиуш показал второй результат с весом на штанге 228 кг.
В 2019 году на континентальном первенстве в Батуми, поляк поднял вес 221 кг в упражнение толчок и завоевал малую бронзовую медаль.

## Спортивные результаты
| Год  | Соревнование            | Место проведения | Весовая категория | Рывок  | Толчок | Сумма двоеборья | Место |
| 2010 | Чемпионат Европы        | Минск            | до 94 кг          | 163 кг | 205 кг | 368 кг          | 4     |
| 2012 | Чемпионат Европы        | Анталья          | до 105 кг         | 167 кг | 212 кг | 379 кг          | 6     |
| 2013 | Чемпионат Европы        | Тирана           | до 105 кг         | 175 кг | 212 кг | 387 кг          | 5     |
| 2014 | Чемпионат Европы        | Тель-Авив        | до 105 кг         | 173 кг | 215 кг | 388 кг          | 5     |
| 2014 | Чемпионат мира          | Алматы           | до 105 кг         | 175 кг | 222 кг | 397 кг          | 6     |
| 2015 | Чемпионат Европы        | Тбилиси          | до 105 кг         | 172 кг | 227 кг | 399 кг          | 2     |
| 2015 | Чемпионат мира          | Хьюстон          | до 105 кг         | 178 кг | 220 кг | 398 кг          | 6     |
| 2016 | Чемпионат Европы        | Фёрде            | до 105 кг         | 177 кг | 226 кг | 403 кг          | 2     |
| 2016 | Летние Олимпийские игры | Рио-де-Жанейро   | до 105 кг         | 179 кг | 221 кг | 400 кг          | 7     |
| 2017 | Чемпионат Европы        | Сплит            | до 105 кг         | 170 кг | 217 кг | 387 кг          | 3     |
| 2017 | Чемпионат мира          | Анахайм          | до 105 кг         | 173 кг | 220 кг | 393 кг          | 5     |
| 2018 | Чемпионат Европы        | Бухарест         | до 105 кг         | 175 кг | 221 кг | 396 кг          | 1     |
| 2018 | Чемпионат мира          | Ашхабад          | до 109 кг         | 175 кг | 228 кг | 403 кг          | 3     |
| 2019 | Чемпионат Европы        | Батуми           | до 109 кг         | 179 кг | 221 кг | 400 кг          | 6     |